# Jurinella mexicana
Jurinella mexicana là một loài ruồi trong họ Tachinidae.